# Judith Serota
Judith Serota O. B. E. (* 1948) ist eine britische Musikerin und Veranstaltungsmanagerin.
Judith Serota absolvierte von 1966 bis 1972 eine Ausbildung als Klarinettistin am Royal Manchester College of Music und schrieb nebenher für die Studentenzeitung.  Anschließend engagierte sie sich bei der Organisation verschiedener Festivals und Veranstaltungen für das Welsh Arts Council und Arnolfini Music. Von 1977 bis 1986 war sie Managerin  des Taverner Choir, Consort and Players.  
Von 1988 bis 2007 agierte Serota als Veranstalterin des Spitalfields Festival im Londoner East End, einem Musikfestival, das vor Ort klassische und moderne Musik propagiert. Anfangs eine singuläre Veranstaltung im Sommer wuchs das Festival unter ihrer Leitung, dass es heute rund 250 Workshops rund um das Jahr anbietet und inzwischen um ein Winterfestival ergänzt wurde.
2005 sowie 2006 wurde das Festival unter ihrer Ägide bei den Royal Philharmonic Society Awards ausgezeichnet. 2007 erhielt Judith Serota persönlich als erste den neugeschaffenen BAFA Award für herausragende Leistungen im Bereich britischer Kunstausstellungen. 2009 wurde sie mit dem Order of the British Empire geehrt. Seit 2007 war sie externe Beraterin der National Performing Companies für die schottische Regierung, und sie war Hauptgutachterin des Arts Council England. Zudem saß sie im Aufsichtsrat des Gabrieli Trust und war Mitglied im Beirat des Cheltenham Music Festival London. Viele Jahre lang war sie Schulrätin in Inner London und engagierte sich in der Krebsvorsorge. 
Bei Serotas Abschiedsparty vom Spitalfields Festival wurde ihr das Klavierbüchlein für Judith (als Bezug auf Bachs Klavierbüchlein für Anna Magdalena Bach)  mit sieben Stücken für Amateurpianisten verehrt, da sie erklärt hatte, nach ihrem Rücktritt von der Festivalleitung ihr Klavierspiel zu verbessern. Im Juni 2011 wurden die Stücke von dem Pianisten Melvyn Tan beim Festival erstmals öffentlich aufgeführt. Das Büchlein wurde als Variations für Judith 2012 veröffentlicht.
Judith Serota ist die Tochter der ehemaligen Ministerin Beatrice Serota, Baroness Serota und die Schwester des Direktors von Tate Britain, Nicholas Serota.